# Kynice
Kynice (německy Kinitz) jsou obec v okrese Havlíčkův Brod v Kraji Vysočina. Žije zde 109 obyvatel.

## Historie
První písemná zmínka o obci pochází z roku 1341.

## Obyvatelstvo
| Rok            | 1869 | 1880 | 1890 | 1900 | 1910 | 1921 | 1930 | 1950 | 1961 | 1970 | 1980 | 1991 | 2001 | 2011 | 2021 |
| -------------- | ---- | ---- | ---- | ---- | ---- | ---- | ---- | ---- | ---- | ---- | ---- | ---- | ---- | ---- | ---- |
| Počet obyvatel | 239  | 233  | 204  | 198  | 190  | 189  | 190  | 162  | 154  | 146  | 124  | 125  | 96   | 86   | 95   |
| Počet domů     | 29   | 30   | 31   | 32   | 33   | 32   | 32   | 31   | 31   | 29   | 29   | 33   | 36   | 36   | 40   |

## Obecní správa a politika
V letech 2006–2010 působil jako starosta Stanislav Prášek, v letech 2010–2018 Karel Krajanský, od roku 2018 tuto funkci vykonává Jaroslava Smetanová.